# Paa (film)
Paa (Tata) to bollywoodzki dramat rodzinny wyreżyserowany w 2009 roku przez R. Balakrishnana (R. Balki). W rolach głównych ojciec i syn Amitabh Bachchan i Abhishek Bachchan oraz Vidya Balan. To film o mężczyźnie, który skupiony na własnych marzeniach przemiany świata zaparł się ojcostwa. Spotkawszy po latach swego 12-letniego syna powoli dorasta do odpowiedzialności za relacje wobec kobiety i dziecka, którymi nie umiał się zaopiekować przed laty. Film pokazuje też problem dziecka chorego na progerię (przedwczesne starzenie się), manipulacje prasą podczas walki politycznej, jednak w centrum pozostaje dojrzewanie relacji ojcowsko-synowskiej. Kontynuacją dramatu ma być Maa, film podejmujący temat matki.
Film realizowano w Malezji i w Cambridge. Spotkał się zarówno z uznaniem widzów jak i krytyków. Reżyser filmu powiedział, że punktem wyjścia dla niego nie była choroba, ale relacja ojca i syna, którą chciał przedstawić odwracając rzeczywiste role ojca i syna – Abhishek Bachchan gra w tym filmie ojca Auro granego przez Amitabh Bachchana (ojca Abhisheka).

## Fabuła
Sławny polityk Amol Artay (Abhishek Bachchan) wizytując szkołę w Lucknow nagradza najciekawszą pracę – biały globus: kulę ziemską nierozdzieraną podziałami narodowymi. Autorem pracy okazuje się być 12-letni Aurav (Amitabh Bachchan), chłopiec chorujący na progerię. Amol jest wstrząśnięty widokiem dziecka w ciele 80-letniego starca. Nawiązują ze sobą kontakt mailowy. Polityk zaprasza chłopca do Delhi obiecując pokazać mu Rashpati Bhavan – rezydencję prezydenta Indii. Wizyta Amola w szkole budzi wspomnienia matki Auro lekarki Vidyi (Vidya Balan). 13 lat temu przeżyła ona na studiach w Londynie wielką miłość. Mężczyzna, któremu zaufała, stchórzył w chwili, gdy okazało się, że z ich namiętności poczęło się w niej dziecko. Przekonywana do aborcji Vidya odeszła od mężczyzny. Nic mu nie mówiąc zdecydowała się urodzić dziecko. Teraz czuje niepokój na myśl, że Amol ma się spotkać z Auravem.

## Obsada
- Amitabh Bachchan ... 	Auro
- Abhishek Bachchan	... 	Amol Arte
- Vidya Balan	... 	Vidya
- Paresh Rawal	... 	Mr. Arte
- Arundathi Nag	... 	Vidyi mama

## Muzyka i piosenki
| Nr # | Piosenkę               | śpiewa(ją)            | trwa |
| 1    | Udhi Udhi Iteffaq Se   | Shilpa Rao            | 2:36 |
| 2    | Hichki Hichki          | Sunidhi Chauhan       | 4:22 |
| 3    | Gali Mudhi Ittefaq Se  | Shaan                 | 2:40 |
| 4    | Halke Se Bole          | Chorus                | 1:22 |
| 5    | Mere Paa               | Amitabh Bachchan      | 4:16 |
| 6    | Paa Theme [Remix]      | Instrumental          | 3:21 |
| 7    | Gumm Summ Gumm         | Bhavatharini, Shravan | 4:40 |
| 8    | Mudhi Mudhi Iteffaq Se | Shilpa Rao            | 2:53 |

## Nagrody

### Filmfare Awards
- Nagroda Filmfare dla Najlepszego Aktora-Amitabh Bachchan
- Nagroda Filmfare dla Najlepszej Aktorki – Vidya Balan
- nominacja do Nagrody Filmfare dla Najlepszej Aktorki Drugoplanowej – Arundhati Nag
- nominacja do Nagrody Filmfare dla Najlepszego Filmu – Amitabh Bachchan, Sunil Manchanda
- nominacja do Nagrody Filmfare dla Najlepszego Reżysera – R. Balki

### Star Screen Awards
- Nagroda Star Screen dla Najlepszego Aktora – Amitabh Bachchan
- Nagroda Star Screen dla Najlepszej Aktorki – Vidya Balan
- Nagroda za Najlepszą rolę zagraną przez dziecko – Pratik Katare
- Nagroda Star Screen dla Najlepszej Aktorki Drugoplanowej – Arundhati Nag
- nominacja do Nagrody Star Screen dla Najlepszego Filmu – Paa
- nominacja do Nagrody Star Screen dla Najlepszego Reżysera – R. Balki
- nominacja do Nagrody Star Screen za Najlepszą Muzykę – Illaiyaraja
- nominacja za najlepszy kobiecy śpiew w playbacku – Shilpa Rao – Mudi mudi
- nominacja za najlepszy scenariusz – R. Balki
- nominacja za najlepszą historię – R. Balki
- nominacja za najlepsze dialogi – R. Balki
- nominacja za najlepszy montaż – Anil Naidu
- nominacja za najlepsze zdjęcia – P.C. Sreeram
- nominacja za najlepszy dźwięk – Tapas[2]

### Stardust Awards
- Nagroda Stardust dla Najlepszego Aktora – Amitabh Bachchan
- Nagroda Stardust dla Najlepszego Aktora drugoplanowego – Abhishek Bachchan